# 内山力
内山 力（うちやま つとむ、1955年 - ）は、日本の経営コンサルタント。現在、株式会社MCシステム研究所代表取締役。東京都出身。

## 経歴
1955年、東京都に生まれる。1979年、東京工業大学理学部情報科学科卒業。株式会社日本ビジネスコンサルタント（現日立情報システムズ）入社。
その後、コンサルタントとして独立。現在は、株式会社MCシステム研究所代表取締役、産業能率大学大学院（MBA）非常勤講師などを兼任する。中小企業診断士、システム監査技術者、特種情報処理技術者の資格を有する。

## 著書
- 『IT活用の実際』（日本経済新聞社）
- 『マネジャーが知っておきたい経営の常識』（日本経済新聞社）
- 『コンサルティングセオリー』（同友館）
- 『ビジュアルIT活用の基本』（日経文庫）
- 『企業の見方コンサルタントは企業のどこを見ているのか？』（同友館）
- 『コーポレート・イノベーションイノベーターへ贈る企業変革のシナリオ』（産業能率大学出版部）
- 『ビジネスナレッジシリーズ』全8巻（同友館）